# Casa Dunkeld
La dinastía Dunkeld (también llamada casa Dunkeld) es el nombre de la construcción historiográfica y genealógica creada para ilustrar la sucesión de los reyes de Escocia desde 1034 hasta 1040, y desde 1058 hasta 1290. Esta línea sucesoria también suele ser llamada Los Canmores o MacMalcolm.
Dinásticamente, son descendientes de Cenél nGabriain del Reino de Dalriada (raza de Fergus), un artificio celta para expresar uno de los dos clanes rivales de la Escocia altomedieval que fue fundada por el rey Fergus I de Dalriada. Cenél nGabriain llevaba enfrentado al Cenél Loairn (que se dio paso a la dinastía Moray) durante al menos cuatro siglos por la corona, primero de Dalriada y luego de Alba.
Genealógicamente, la dinastía Dunkeld se basa en que Duncan I de Escocia pertenece a un clan agnaticio diferente del de su predecesor y abuelo materno Malcolm II de Escocia. Sin embargo, los estudios socio-históricos, suelen coincidir en que las causa más importante es el reinado de su hijo Malcolm III de Escocia y la creciente influencia del Reino de Inglaterra.
Sir Ian de Mocreiffe propuso como alternativa que Crínán de Dunkeld perteneció a un subclan escocés de la dinastía real irlandesa Cenél Conaill. Esto no excluiría que sus descendientes también lo fueran, por línea materna, del Cenél nGabriain.

## Características
En la época de la dinastía Dunkeld, la sucesión al trono escocés pasó de un sistema típicamente gaélico, la tanistría (de sistema hereditario indirecto) a un sistema de primogenitura. Se pueden observar algunas características de la sociedad escocesa en este periodo:
- Escocia es un país más influenciado por las culturas vecinas que anteriormente o posteriormente, cuando esté bajo dominio de la dinastía Bruce o los estuardos. El reino está situado entre Inglaterra y Noruega. Muchos de los reyes escoceses jurarán homenaje a monarcas ingleses, mientras que, por otra parte, los vikingos controlan Caithness, las islas Hébridas, las islas Orcadas y la isla de Man. Lo que unió a todos los reyes de esta dinastía fue buscar un equilibrio entre sus poderosos vecinos, aliándose a veces con otros países, como Francia, por lo que han sostenido tanto guerras como alianzas y acuerdos con unos y otros.

- Muchos señores normandos y sus instituciones llegaron a Escocia, especialmente después de la conquista normanda de Inglaterra. Así fue como se adoptó el sistema feudal y el derecho romano, y las élites se afrancesaron.

La dinastía Dunkeld llega al poder en un periodo en el que el reino está fragmentado y con amenazas exteriores cada vez mayores, y algunos reyes intentaron un gobierno más centralizado. Los Dunkeld llegan al poder tras dos siglos de luchas interanas durante la dinastía Alpin. El primer Dunkeld, Malcolm III, estableció que la sucesión del trono debe recaer en el hijo mayor del rey, desafiando las reglas tradicionales de la tanistría, reduciendo los conflictos sucesorios en la familia. Los Dunkeld consolidan la independencia de una Escocia unida, a pesar de las frecuentes escaramuzas con Inglaterra.
La dinastía se acaba cuando Alejandro III muere sin hijos varones en un accidente de caballo. Su única nieta Margarita tiene tres años y es princesa de Noruega. Temiendo la influencia que pudiera tener el padre, Erik II de Noruega, y el comienzo de otra guerra civil, los nobles escoceses acudieron a Eduardo I de Inglaterra y Margarita es prometida al hijo de este, el futuro Eduardo II de Inglaterra, pero murió poco después de llegar a Escocia.
Con el fin de esta dinastía comienza la primera guerra de independencia escocesa con Inglaterra.

## Reyes de la dinastía Dunkeld
- Donnchad I, r. 1034-1040
- Máel Coluim III de Escocia, r. 1058-1093
- Domnall III, r. 1093-1094 and 1094-1097
- Donnchad II, r. 1094
- Edgar, r. 1097-1107
- Alejandro I, r. 1107-1124
- David I, r. 1124-1153
- Malcolm IV, r. 1153-1165
- William I, r.1165-1214
- Alejandro II, r.1214-1249
- Alejandro III, r.1249-1286
- Margarita, r.1286